# 2 ngày 1 đêm (mùa 3)
Mùa thứ ba của chương trình trải nghiệm thực tế 2 ngày 1 đêm do Đài Truyền hình Thành phố Hồ Chí Minh và công ty Đông Tây Promotion phối hợp thực hiện, được phát sóng trên kênh HTV7 và ứng dụng VieON, YouTube từ ngày 16 tháng 6 đến ngày 12 tháng 1 năm 2025. Chủ đề của mùa này là Không giới hạn. Tất cả các thành viên chính ở mùa trước, gồm Trường Giang, Kiều Minh Tuấn, Ngô Kiến Huy, Lê Dương Bảo Lâm, Cris Phan và HIEUTHUHAI, đều tiếp tục góp mặt trong mùa này.

## Danh sách thành viên
| STT | Thành viên       | Tên thật           | Ngày sinh  | Nghề nghiệp                   |
| --- | ---------------- | ------------------ | ---------- | ----------------------------- |
| 1   | Trường Giang     | Võ Vũ Trường Giang | 20/04/1983 | Diễn viên, MC, Nhà sản xuất   |
| 2   | Kiều Minh Tuấn   | Kiều Minh Tuấn     | 26/02/1988 | Diễn viên điện ảnh            |
| 3   | Ngô Kiến Huy     | Lê Thành Dương     | 29/06/1988 | Ca sĩ, Diễn viên, MC          |
| 4   | Lê Dương Bảo Lâm | Lê Dương Bảo Lâm   | 11/07/1989 | Diễn viên hài, MC             |
| 5   | Cris Phan        | Phan Lê Vy Thanh   | 01/06/1993 | Youtuber, Streamer, Diễn viên |
| 6   | HIEUTHUHAI       | Trần Minh Hiếu     | 28/09/1999 | Ca sĩ, Rapper                 |

## Danh sách tập

### Mùa 3
| Chuyến đi # | Tập #     | Ngày phát sóng                                                | Địa điểm tham quan    | Ghi chú | TK     |
| ----------- | --------- | ------------------------------------------------------------- | --------------------- | --- | ------ |
| 21          | 51 – 52   | 16 tháng 6 năm 2024 23 tháng 6 năm 2024                       | Cao Bằng              | - Đây là chuyến đi đầu tiên trong mùa thứ ba của chương trình, với tên gọi "Hành trình khởi nguồn". - Không có khách mời ở chặng này. - Cris Phan và HIEUTHUHAI là người giữ Gien-nỳ. | [ 6 ]  |
| 22          | 53 – 55.1 | 30 tháng 6 năm 2024 7 tháng 7 năm 2024 14 tháng 7 năm 2024    | Nha Trang, Khánh Hòa  | - Đây là chuyến đi thứ hai trong mùa thứ ba chương trình. - Hành trình này có tên là "Kỳ nghỉ hè của bé ngoan". Các thành viên chia thành các đội, mỗi đội được cấp trước một số điểm và thông qua các thử thách, tùy vào thứ hạng mà mỗi đội sẽ giành điểm từ một đội còn lại. Quyền được ăn ngon (hay ngủ sướng) trong chuyến đi này cũng được dựa vào điểm số của các đội tích lũy được. - Quang Trung, Tăng Duy Tân và Tiến Luật là ba khách mời xuất hiện trong chuyến đi này. - Chuyến đi này kết thúc ở phần 1 của tập 55. - Trường Giang là người giữ Gien-nỳ. | [ 7 ]  |
| 23          | 55.2 – 57 | 14 tháng 7 năm 2024 28 tháng 7 năm 2024 4 tháng 8 năm 2024    | Đắk Lắk               | - Đây là chuyến đi thứ ba trong mùa thứ ba của chương trình. - Hành trình này có tên là "Truy tìm biểu tượng thất lạc". Trong chuyến đi này, đội giành chiến thắng trong mỗi trò chơi sẽ nhận được một huy hiệu. Đội có nhiều huy hiệu hơn ở cuối chuyến đi sẽ giành chiến thắng. - Khả Như và Kiều Oanh là hai khách mời xuất hiện trong chuyến đi này. - Chuyến đi này bắt đầu từ phần 2 của tập 55. - Trường Giang là người giữ Gien-nỳ. | [ 8 ]  |
| 24          | 58 – 59   | 11 tháng 8 năm 2024 18 tháng 8 năm 2024                       | Bạc Liêu              | - Đây là chuyến đi thứ tư trong mùa thứ ba của chương trình. - Hành trình này có tên là "Người thừa kế". - Hữu Đằng và Phương Anh Đào là hai khách mời xuất hiện trong chuyến đi này và cũng xuất hiện lần thứ hai trong chương trình. Riêng Hữu Đằng là lần đầu tiên trở thành người chơi thay vì chỉ xuất hiện với vai trò là người dẫn chuyện ở mùa trước. - Trọng Phúc và Ngọc Đợi là hai khách mời đặc biệt tại sân khấu của Khu lưu niệm nghệ thuật đờn ca tài tử Nam Bộ và nhạc sĩ Cao Văn Lầu. - Lê Dương Bảo Lâm là người giữ Gien-nỳ. | [ 9 ]  |
| 25          | 60 – 62   | 25 tháng 8 năm 2024 01 tháng 9 năm 2024 08 tháng 9 năm 2024   | Cần Thơ               | - Đây là chuyến đi thứ năm trong mùa thứ ba của chương trình. - Tập 60 là tập đặc biệt của chương trình này được tổ chức buổi Fan Meeting của "2 ngày 1 đêm" tại Đại học FPT Cần Thơ. - Hành trình này có tên là "Thanh lịch Tây Đô". Trước đó tên của hành trình này được đặt là "Không giới hạn", cũng là chủ đề của mùa này, nhưng đây chỉ là sự kiện đặc biệt trong buổi Fan Meeting. - Isaac và Pháp Kiều là hai khách mời xuất hiện trong tập 60 với vai trò là hát chính và hát chung với tất cả thành viên trong chương trình này. Riêng Isaac là thứ hai tham gia chương trình nhưng không phải với tư cách người chơi như lần trước. - Negav là khách mời vừa là xuất hiện với vai trò là hát chính và hát chung với tất cả thành viên trong tập 60, và đồng thời còn là khách mời trong chuyến đi này cùng với Bích Phương. - Kiều Minh Tuấn là người giữ Gien-nỳ. | [ 10 ] |
| 26          | 63 – 65   | 15 tháng 9 năm 2024 22 tháng 9 năm 2024 29 tháng 9 năm 2024   | Hải Phòng             | - Đây là chuyến đi thứ sáu trong mùa thứ ba của chương trình. - Hành trình này có tên là "Tuổi học trò". - Võ Tấn Phát, Quế Ngọc Hải và Nguyễn Tiến Linh là ba khách mời xuất hiện trong chuyến đi này. - Tạ Minh Tâm là khách mời đặc biệt tại Nhà hát Lớn Hải Phòng. - Trường Giang là người giữ Gien-nỳ. | [ 11 ] |
| 27          | 66 – 68   | 6 tháng 10 năm 2024 13 tháng 10 năm 2024 20 tháng 10 năm 2024 | Ninh Thuận Bình Thuận | - Đây là chuyến đi thứ bảy và cũng là chuyến đi cuối cùng trong mùa thứ ba của chương trình. Đồng thời là chuyến đi đầu tiên từ mùa 1 đến nay được ghi hình ở cùng hai tỉnh thành khác nhau. - Hành trình này có tên là "Hành trình vượt qua giới hạn". - Nguyễn Trần Khánh Vân và Tam Triều Dâng là hai khách mời xuất hiện trong chuyến đi này. - Lê Dương Bảo Lâm là người giữ Gien-nỳ. | [ 12 ] |

### Mùa lễ hội 2
| Chuyến đi # | Tập #   | Ngày phát sóng                                                 | Địa điểm tham quan                                                                  | Ghi chú | TK |
| ----------- | ------- | -------------------------------------------------------------- | ----------------------------------------------------------------------------------- | --- | -- |
| 28          | 69 – 70 | 27 tháng 10 năm 2024 3 tháng 11 năm 2024                       | Đồng Nai                                                                            | - Đây là chuyến đi đầu tiên của mùa lễ hội thứ hai trong chương trình. - Hành trình này có tên gọi là "Chuyến đi chữa lành". - Hai đội trưởng sẽ gọi điện và tới từng nhà của những thành viên muốn lập đội và tất cả thành viên đều có mặt tại bến Bạch Đằng ở TP.HCM trước khi ra Đồng Nai. - JSOL và Quang Hùng MasterD là hai khách mời xuất hiện trong chuyến đi này. - Kiều Minh Tuấn là người giữ Gien-nỳ.                                           |    |
| 29          | 71 – 72 | 10 tháng 11 năm 2024 17 tháng 11 năm 2024                      | Trà Vinh                                                                            | - Đây là chuyến đi thứ hai của mùa lễ hội thứ hai trong chương trình. - Hành trình này có tên gọi là "Truy tìm ngọc báu Cửu Long". - Bảo Anh và Hà Nhi là hai khách mời xuất hiện trong chuyến đi này. - HIEUTHUHAI là người giữ Gien-nỳ. |    |
| 30          | 73 – 75 | 24 tháng 11 năm 2024 01 tháng 12 năm 2024 08 tháng 12 năm 2024 | Quảng Ninh                                                                          | - Đây là chuyến đi thứ ba của mùa lễ hội thứ hai trong chương trình. - Hành trình này có tên gọi là "Du hành thời gian". - Đức Phúc và Hòa Minzy là hai khách mời xuất hiện trong chuyến đi này. - Lê Dương Bảo Lâm là người giữ Gien-nỳ. |    |
| 31          | 76 – 78 | 15 tháng 12 năm 2024 22 tháng 12 năm 2024 29 tháng 12 năm 2024 | Điện Biên                                                                           | - Đây là chuyến đi thứ tư và cũng là chuyến đi cuối cùng của mùa lễ hội thứ hai trong chương trình. - Hành trình này có tên gọi là "Sắc màu rực rỡ". - Thùy Tiên và Pháo là hai khách mời xuất hiện trong chuyến đi này. - Kiều Minh Tuấn là người giữ Gien-nỳ. - Ngô Kiến Huy là thành viên duy nhất trong số 6 thành viên không phải đeo và giữ Gien-nỳ trong suốt chuyến đi tất cả của mùa thứ ba và mùa lễ hội thứ hai trong chương trình 2 ngày 1 đêm. |    |
| –           | 79 – 80 | 5 tháng 1 năm 2025 12 tháng 1 năm 2025                         | Him Lam resort (Địa điểm tập trung của 6 thành viên, đạo diễn Mai Thắm và dàn ekip) | - Hai tập đặc biệt với chủ đề "Về nhà" - Các thành viên ôn lại những ký ức trong các hành trình, giải đáp những ý kiến khán giả, góp ý ekip, tự góp ý lẫn nhau, dàn cast tặng quà cho nhau và đạo diễn Mai Thắm. |    |